# Дэвис, Том (английский футболист, 1998)
То́мас Дэ́вис (англ. Thomas Davies; 30 июня 1998, Ливерпуль, Мерсисайд, Англия) — английский футболист. Выступает на позиции центрального полузащитника. Игрок клуба «Шеффилд Юнайтед».

## Клубная карьера
Том Дэвис — воспитанник молодёжной академии футбольного клуба «Эвертон», в систему которого попал в 2009 году. Первый профессиональный контракт с клубом подписал 30 сентября 2015 года.
Дебют футболиста в основном составе «Эвертона» состоялся 16 апреля 2016 года, когда Дэвис вышел на замену Даррону Гибсону в матче Премьер-лиги против «Саутгемптона». 15 мая 2016 года в игре «Эвертона» против клуба «Норвич Сити» Дэвис впервые в карьере попал в стартовый состав команды на матч АПЛ и по его итогам был признан лучшим игроком матча. 3 августа 2016 года подписал новый контракт с «Эвертоном» до 2021 года.
В сезоне 2016/17 стал регулярно появляться в стартовом составе команды на матчи АПЛ. 15 января 2017 года забил свой дебютный гол в АПЛ в матче против «Манчестер Сити», который «Эвертон» выиграл со счётом 4:0. Этот гол впоследствии был признан болельщиками «Эвертона» лучшим в сезоне. Всего же в сезоне 2016/17 принял участие в 24 матчах АПЛ и отметился двумя забитыми голами. В сезоне 2017/18 сыграл в 33 матчах «Эвертона» в Премьер-лиге, забил два гола.
29 августа 2018 года вывел команду на матч Кубка лиги против «Ротерем Юнайтед» в качестве капитана в возрасте 20 лет и 60 дней, став таким образом самым молодым капитаном в истории «Эвертона». В ноябре 2018 года стало известно, что Дэвис вошёл в число 20 номинантов на премию Golden Boy. Однако в целом сезон 2018/19 получился для футболиста не слишком удачным: Дэвис лишь 16 раз выходил на поле в матчах чемпионата и не забил ни одного гола.
В сезоне 2019/20 принял участие в 30 матчах «Эвертона» в чемпионате и забил один гол, в сезоне 2020/21 — в 25 матчах без забитых мячей.

## Карьера в сборной
В октябре 2015 года Дэвис, который на тот момент являлся капитаном юношеской сборной Англии до 17 лет, был привлечён Роем Ходжсоном для тренировок с основной сборной страны.
В 2015 году в составе сборной Англии (до 17 лет) участвовал в чемпионате мира по футболу среди юношеских команд 2015.

## Статистика выступлений

### Клубная
| Выступление      | Выступление      | Выступление      | Лига | Лига | Кубок | Кубок | Кубок лиги | Кубок лиги | Еврокубки | Еврокубки | Прочие | Прочие | Итого | Итого |
| Клуб             | Лига             | Сезон            | Игры | Голы | Игры  | Голы  | Игры       | Голы       | Игры      | Голы      | Игры   | Голы   | Игры  | Голы  |
| ---------------- | ---------------- | ---------------- | ---- | ---- | ----- | ----- | ---------- | ---------- | --------- | --------- | ------ | ------ | ----- | ----- |
| Эвертон          | Премьер-лига     | 2015/16          | 2    | 0    | 0     | 0     | 0          | 0          | 0         | 0         | 0      | 0      | 2     | 0     |
| Эвертон          | Премьер-лига     | 2016/17          | 24   | 2    | 1     | 0     | 0          | 0          | 0         | 0         | 0      | 0      | 25    | 2     |
| Эвертон          | Премьер-лига     | 2017/18          | 33   | 2    | 1     | 0     | 2          | 0          | 7         | 0         | 0      | 0      | 43    | 2     |
| Эвертон          | Премьер-лига     | 2018/19          | 16   | 0    | 1     | 0     | 2          | 0          | 0         | 0         | 0      | 0      | 19    | 0     |
| Эвертон          | Премьер-лига     | 2019/20          | 30   | 1    | 0     | 0     | 2          | 1          | 0         | 0         | 0      | 0      | 32    | 2     |
| Эвертон          | Премьер-лига     | 2020/21          | 25   | 0    | 2     | 0     | 3          | 0          | 0         | 0         | 0      | 0      | 30    | 0     |
| Эвертон          | Премьер-лига     | 2021/22          | 6    | 1    | 0     | 0     | 2          | 0          | 0         | 0         | 0      | 0      | 8     | 1     |
| Эвертон          | Премьер-лига     | 2022/23          | 19   | 0    | 0     | 0     | 1          | 0          | 0         | 0         | 0      | 0      | 20    | 0     |
| Эвертон          | Итого            | Итого            | 155  | 6    | 5     | 0     | 12         | 1          | 7         | 0         | 0      | 0      | 179   | 7     |
| Шеффилд Юнайтед  | Премьер-лига     | 2023/24          | 9    | 0    | 0     | 0     | 0          | 0          | 0         | 0         | 0      | 0      | 9     | 0     |
| Шеффилд Юнайтед  | Чемпионшип       | 2024/25          | 13   | 1    | 0     | 0     | 0          | 0          | 0         | 0         | 3      | 0      | 16    | 1     |
| Шеффилд Юнайтед  | Итого            | Итого            | 22   | 1    | 0     | 0     | 0          | 0          | 0         | 0         | 3      | 0      | 25    | 1     |
| Всего за карьеру | Всего за карьеру | Всего за карьеру | 177  | 7    | 5     | 0     | 12         | 1          | 7         | 0         | 3      | 0      | 204   | 8     |